# Atriplex lampa
Atriplex lampa là loài thực vật có hoa thuộc họ Dền. Loài này được (Moq.) Gillies ex D.Dietr. mô tả khoa học đầu tiên năm 1849.